# Michael Caicedo
Michael Caicedo Sánchez (Inca, 21 giugno 2003) è un cestista spagnolo.

## Carriera

### Nazionale
Con la nazionale Under-20 ha vinto gli Europei del 2022.

## Palmarès
- Copa del Rey: 1

Barcellona: 2022
- Liga catalana: 1

Barcellona: 2022